# TBG Hungária-Beton Kft.
A TBG Hungária-Beton Kft. magyarországi transzportbeton gyártó társaság.

## Tulajdonos
A TBG Hungária-Beton Kft. tulajdonosa a Duna-Dráva Cement Kft.

## DDC Beton üzletág
A Duna-Dráva Cement Kft. Beton üzletága transzportbeton-gyártással foglalkozik. A szokványos, illetve különleges, például 
szulfátálló, vízzáró vagy éppen kopásálló betontípusok modern betonüzemekben, a legkorszerűbb vezérlési technika használata mellett kerülnek előállításra. Az üzletág a
DDC jóvoltából erős alapokon nyugvó, biztos háttérrel rendelkezik, ahol a transzportbeton gyártás mellett a helyszínre szállítás és a 
betonpumpával történő továbbítás is a szolgáltatások közé tartozik.

## Kapacitás és referenciák
A vállalat betongyártó kapacitása eléri az egymillió köbmétert. Számos közismert építmény kivitelezésében működött közre építőanyag-beszállítóként. A TBG termékeinek felhasználásával épült például a Megyeri híd, a Kőröshegyi völgyhíd, a Művészetek Palotája, a Budapest-Esztergomvasútvonal, az M4-es metró Fővám téri és Gellért téri állomásai, vagy éppen a kecskeméti Mercedes Gyár.

## Betonüzemek
| DDC Betonüzemek                | Vegyesvállalati betonüzemek |
| ------------------------------ | --------------------------- |
| Balassagyarmati betonüzem      | Balatonboglári betonüzem    |
| Berettyóújfalui betonüzem      | Esztergomi betonüzem        |
| Budapest, Basa utcai betonüzem | Dunakeszi betonüzem         |
| Debreceni betonüzem            | Pécsi betonüzem             |
| Dunaújvárosi betonüzem         | Székesfehérvári betonüzem   |
| Egri betonüzem                 | Siófoki betonüzem           |
| Győri betonüzem                | Hajdúszoboszlói betonüzem   |
| Hajdúböszörményi betonüzem     | Kaposvári betonüzem         |
| Kecskeméti betonüzem           | Szegedi betonüzem           |
| Mohácsi betonüzem              | Tiszaújvárosi betonüzem     |
| Mosonmagyaróvári betonüzem     |                             |
| Nagykanizsai betonüzem         |                             |
| Szekszárdi betonüzem           |                             |
| Váci betonüzem                 |                             |